# 热赖斯
热赖斯（法語：Geraise，法語發音：[ʒəʁɛz]）是法国汝拉省的一个市镇，位于该省东部略偏北，和杜省接壤，属于隆斯勒索涅区。

## 地理
热赖斯（46°57'24"N, 5°56'54"E）面积6.04 平方千米，位于法国勃艮第-弗朗什-孔泰大區汝拉省，该省份为法国东部内陆省份，北起上索恩省，西北接科多尔省，西临索恩-卢瓦尔省，南至安省，东与杜省和瑞士接壤。
与热赖斯接壤的市镇（或旧市镇、城区）包括：萨兰莱班、楠苏圣安娜、圣安娜、塞尔南、克吕西。
热赖斯的时区为UTC+01:00、UTC+02:00（夏令时）。

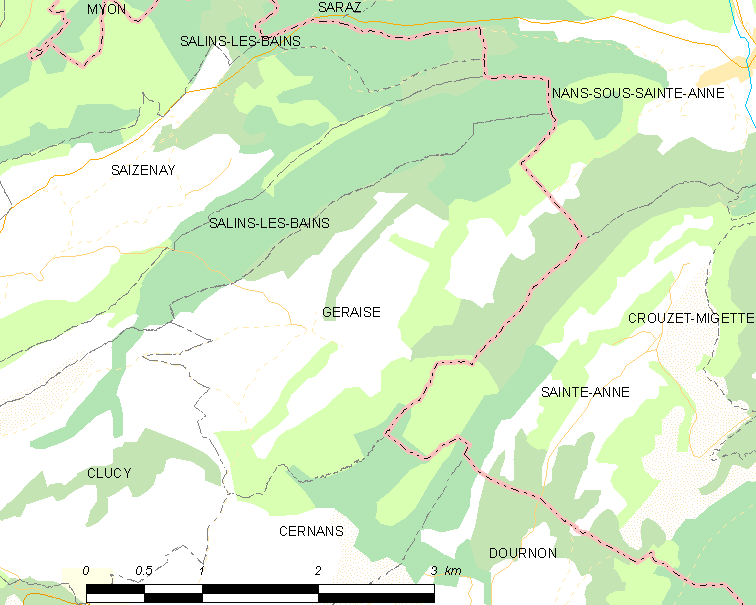
热赖斯的OSM定位图

## 行政
热赖斯的邮政编码为39110，INSEE市镇编码为39248。

## 政治
热赖斯所属的省级选区为阿尔布瓦县。

## 交通
汝拉省省道D262线经过境内。

## 人口

1962-2008年间热赖斯人口变化图示

热赖斯于2022年1月1日时的人口数量为43人。